# Rio Méier
Rio Méier é um rio do Brasil que corta vários bairros do Rio de Janeiro, incluindo o local de origem, Méier.
Com quase 4 Km de extensão, atravessa os bairros de Méier, Todos os Santos e Engenho de Dentro. Vertente M. Boca do Mato e foz no rio Faria.